# Alpherakya devanica
Alpherakya devanica is een vlinder uit de familie van de Lycaenidae. De wetenschappelijke naam van de soort werd in 1875 gepubliceerd door Frederic Moore.

## Verspreiding
De soort komt voor in Tadzjikistan, Afghanistan en India.

## Ondersoorten
- Alpherakya devanica devanica
- Alpherakya devanica bellona (Grum-Grshimailo, 1888)
- Alpherakya devanica rupala (Evans, 1925)
- Alpherakya devanica tshikolovetsi (Bálint, 1999)